# Paramecium caudatum

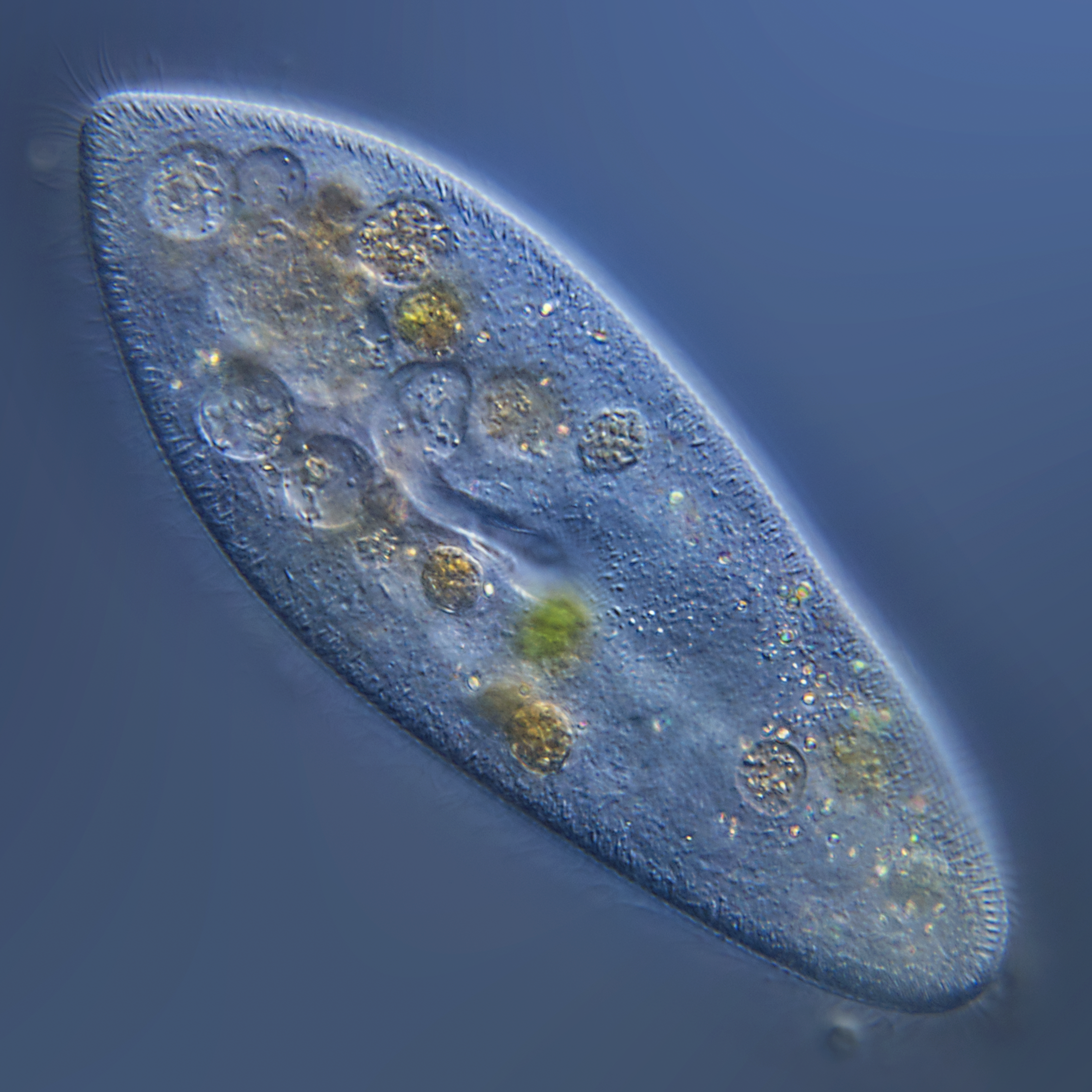
Paramecium caudatum al microscopio

Paramecium caudatum Ehrenberg, 1838 è un protozoo appartenente all'ordine Peniculida. Ha generalmente meno di 0,25 millimetri di lunghezza ed è coperto di minute e sottili appendici chiamate ciglia, utilizzate per la locomozione e l'alimentazione.